# Arrondissement de Trévoux
L'arrondissement de Trévoux est un ancien arrondissement français du département de l'Ain, créé en 1800 et supprimé en 1926. 

## Histoire
Il fut créé le 17 février 1800 pour remplacer les districts de Trévoux, Châtillon-sur-Chalaronne et Montluel.
En 1926, les cantons de cet arrondissement furent rattachés à l'arrondissement de Bourg-en-Bresse.

## Composition
En 1800, il comprenait 7 cantons :
- Chalamont
- Châtillon-sur-Chalaronne
- Meximieux
- Montluel
- Saint-Trivier-en-Dombes (aujourd'hui Saint-Trivier-sur-Moignans)
- Thoissey
- Trévoux.

## Liste des communes de l'arrondissement de Trévoux

### Communes anciennement dans l'Ain et aujourd'hui dans le Rhône
- Genay
- Montanay
- Rillieux-la-Pape
- Sathonay-Camp
- Sathonay-Village

## Sous-préfets
| Période          | Période           | Identité                         | Fonction précédente                           | Observation                                                 |
| ---------------- | ----------------- | -------------------------------- | --------------------------------------------- | ----------------------------------------------------------- |
|                  |                   |                                  |                                               |                                                             |
| 30 août 1830     | 11 janvier 1832   | Alexis de Monicault              |                                               | Devient maître des requêtes au conseil d'État               |
| 26 février 1832  | 12 juillet 1832   | Napoléon Thomas                  |                                               | Nommé sous-préfet de Sedan                                  |
| 17 juillet 1832  | 1837              | Abel Rogniat                     | Sous-préfet de Sedan                          | Démissionnaire                                              |
|                  |                   |                                  |                                               |                                                             |
|                  | 28 octobre 1847   | Roland Paulze d'Ivoy de la Poype |                                               | Nommé sous-préfet de Compiègne                              |
| 22 novembre 1847 | février 1848      | Paul Odent                       | Conseiller de préfecture de Seine-et-Marne    | Révoqué à la révolution de 1848                             |
|                  |                   |                                  |                                               |                                                             |
| 7 juin 1854      | 15 décembre 1856  | Boniface de Castellane-Majastre  | Sous-préfet de Brignoles                      | Nommé sous-préfet de Vienne                                 |
|                  |                   |                                  |                                               |                                                             |
| 30 novembre 1870 | 20 septembre 1871 | Frédéric Deloche                 | conseiller municipal à Tulle                  | Nommé sous-préfet de Carpentras                             |
|                  |                   |                                  |                                               |                                                             |
| 21 octobre 1883  | 10 janvier 1888   | Alfred Aubert                    |                                               | Remplacé                                                    |
| 10 janvier 1888  | 24 mai 1889       | Pierre Bossu                     |                                               | Nommé sous-préfet de Murat                                  |
|                  |                   |                                  |                                               |                                                             |
| 22 août 1890     | 8 juin 1891       | René Brouillet                   | Sous-préfet de Château-Chinon                 | Remplacé                                                    |
| 8 juin 1891      | 14 décembre 1895  | Julien Rocault                   | Conseiller du préfet du Rhône                 | Nommé sous-préfet de Thiers                                 |
| 14 décembre 1895 | 8 mai 1897        | Jacques Rapilly                  | Sous-préfet de Briançon                       | Nommé sous-préfet d'Arcis-sur-Aube                          |
| 8 mai 1897       | 31 mai 1898       | Antoine Coggia                   |                                               | Nommé sous-préfet de Pithiviers                             |
| 31 mai 1898      | 19 juillet 1898   | Pierre Brusset                   | Secrétaire général de la préfecture de l'Ain  | Nommé sous-préfet de Toul                                   |
| 19 juillet 1898  | 5 septembre 1904  | Louis Grimaud                    | Conseiller à la préfecture de l'Ain           | Nommé secrétaire général de la préfecture de l'Aisne        |
| 5 septembre 1904 | 13 janvier 1908   | Michel Aguiléra                  | Secrétaire général de la préfecture de l'Ain  | Nommé sous-préfet de Pamiers                                |
| 17 janvier 1908  | 28 février 1909   | Germain Clergerie                | Sous-préfet d'Yssingeaux                      | Nommé sous-préfet de Barbezieux                             |
| 28 février 1909  | 28 février 1909   | Auguste Martin                   | Chef de cabinet du préfet de la Haute-Garonne | Non installé                                                |
| 28 février 1909  | 17 mars 1909      | Jean Arnaud                      |                                               | Mis en disponibilité sur sa demande                         |
|                  |                   |                                  |                                               |                                                             |
| 16 janvier 1915  | 12 juin 1920      | Jean Surchamp                    | Secrétaire général de la préfecture de l'Ain  | Nommé secrétaire général de la préfecture de Saône-et-Loire |
|                  |                   |                                  |                                               |                                                             |
| 11 octobre 1924  | 22 septembre 1926 | Gaston de Lacour                 | Sous-préfet de Baugé                          | Rattaché à la préfecture de l'Ain                           |